# Канахистов, Владимир Иванович
Владимир Иванович Канахистов — советский хозяйственный и политический деятель.

## Биография
Родился в 1914 году в селе Улейма. Член КПСС.
С 1934 года — на хозяйственной, общественной и политической работе.
В 1939—1942 гг. — главный инженер, директор Угличского ремонтно-механического завода.
В 1942—1947 гг. — начальник специальной строительной организации Саратовстрой МВД СССР Главпромстроя Министерства среднего машиностроения СССР.
В 1950—1973 гг. — директор Карачаровского механического завода
В 1973 г. — начальник Управления производственных предприятий Мосгорисполкома.
В 1973—1980 гг. — директор опытного механического завода в городе Москве.
За разработку и внедрение новых методов изготовления сборных ЖБИ на предприятиях строительной индустрии Москвы был в составе коллектива удостоен Государственной премии СССР в области науки и техники 1979 года.
Лауреат премии Совета Министров (1972, 1979). 
Умер после 1980 года.